# Henry Burghersh
Henry (de) Burghersh, né aux alentours de 1292 et mort le 4 décembre 1340, est un important ecclésiastique anglais, devenu évêque de Lincoln. Issu d'une puissante famille de la noblesse d'Angleterre, il entame une brillante carrière ecclésiastique, soutenue par son oncle Bartholomew de Badlesmere. Grâce à l'aide de son oncle, Burghersh est désigné évêque de Lincoln à un âge assez précoce, en 1320. Mais l'exécution de Badlesmere en 1322 fait entrer l'évêque en conflit avec le roi Édouard II, qui cherche à obtenir son renvoi. S'il continue à le servir pendant les années suivantes, l'hostilité du roi pousse cependant Burghersh à soutenir sa déposition en 1327.
Bénéficiant de la confiance d'Isabelle de France et de Roger Mortimer, les régents du jeune Édouard III, Henry Burghersh entame en leur nom plusieurs missions diplomatiques délicates et gagne plusieurs postes influents au sein de l'administration royale, dont ceux de Lord grand trésorier et de Lord grand chancelier. Le prélat entre toutefois en disgrâce et est même incarcéré quelque temps lorsque le roi Édouard III se saisit du pouvoir en 1330. Mais l'évêque de Lincoln regagne graduellement l'estime royale, au point qu'il accompagne et conseille le souverain au début de la guerre de Cent Ans en 1337. Henry Burghersh meurt trois ans plus tard, en 1340.

## Biographie

### Origines et jeunesse
Né aux alentours de 1292, Henry Burghersh est le troisième et dernier fils de Robert de Burghersh, 1er baron Burghersh, et de son épouse Maud de Badlesmere, une fille de Gunselm de Badlesmere, un juge royal essentiellement actif dans le Cheshire. De ce fait, il se trouve être un neveu maternel de Bartholomew de Badlesmere, 1er baron Badlesmere et Lord-intendant sous le règne d'Édouard II. Ainsi, il est issu d'une famille noble relativement importante, ce qui est assez rare si l'on compare ses origines à celles des autres éminents prélats de son ère. Henry tire vraisemblablement son nom de la forme archaïque de la ville de Burwash, située dans le Sussex. Dernier membre de sa fratrie, il n'est pas destiné à devenir un puissant seigneur comme ses frères Stephen ou Bartholomew. Au contraire, une carrière ecclésiastique est rapidement envisagée pour Henry, qui étudie pendant sa jeunesse le droit canon et civil en France. Lorsqu'il retourne en Angleterre, il obtient son tout premier poste clérical le 17 novembre 1316 en étant nommé prébendier de Riccall, dans la paroisse d'York. 
À la mort de John Sandale (en), évêque de Winchester, le 2 novembre 1319, Bartholomew de Badlesmere cherche à obtenir l'évêché vacant pour son neveu. Badlesmere est alors l'un des soutiens d'Édouard II contre son cousin Thomas de Lancastre, 2e comte de Lancastre et chef de l'opposition baronniale, et obtient le soutien décisif du roi pour l'obtention de l'évêché pour Henry de Burghersh. Le roi requiert immédiatement le soutien du pape Jean XXII pour la nomination de Burghersh, qui étudie encore le droit à ce moment-là à Angers. Édouard II adresse le 2 novembre, le 9 novembre et le 15 décembre trois demandes successives au pape en faveur de Burghersh et monnaie le soutien en ce sens de plusieurs cardinaux afin d'influencer la décision de Jean XXII. Dans sa correspondance avec le pape, le roi d'Angleterre vante élogieusement les qualités et connaissances du jeune Henry, qui n'a pourtant que 27 ans. Toutefois, la précipitation du roi n'aboutit à aucun résultat probant puisque le diocèse de Winchester est finalement confié à Rigaud d'Assier le 26 novembre 1319.

### Élection à l'évêché de Lincoln
Le 12 janvier 1320, John Dalderby (en), évêque de Lincoln universellement vénéré pour sa grande sagesse, meurt subitement. Le chapitre de Lincoln se réunit et élit évêque le doyen Henry de Mansfield. Celui-ci refuse cependant d'accepter le poste. Une seconde élection a lieu et aboutit à la désignation du chancelier de Lincoln, Antony Bek, qui n'est alors pas indisposé à respecter le choix du chapitre. Néanmoins, la décision du chapitre est contrecarrée par Bartholomew de Badlesmere, qui se trouve alors en mission auprès du pape en Avignon. Badlesmere plaide auprès de Jean XXII la cause de son neveu dès le 15 janvier, le jour même de la notification du décès de Dalderby au pape. Il est soutenu en ce sens par Édouard II qui adresse deux lettres au souverain pontife le 16 janvier et le 6 mars 1320. L'acharnement de Bartholomew de Badlesmere et du roi porte cette fois ses fruits puisque, le 27 mai 1320, le pape procède à l'annulation de l'élection d'Antony Bek, tandis que le doyen et le chapitre de Lincoln sont informés que le pape désire personnellement nommer son candidat, Henry Burghersh.
Burghersh n'est pourtant âgé que de 28 ans lors de son élection. Mais Édouard II, dans une lettre adressée à Jean XXII, déclare que ce « défaut d'âge est compensé par l'abondance des mérites et des vertus du jeune homme, bien pourvu de la connaissance des lettres, illustre par la noblesse de la famille, remarquable pour sa vie morale et vertueuse, et paré de multiples autres dons ». Pour calmer certains prélats mécontents de la dépendance de l'Église à son autorité, le roi d'Angleterre profite de son séjour en France, où il rend l'hommage pour ses possessions en Aquitaine au roi Philippe V le Long le 29 juin 1320 à Amiens, pour y organiser la consécration d'Henry Burghersh. La cérémonie, survenue le 20 juillet 1320 à Boulogne, est présidée par John Salmon (en), évêque de Norwich, et Adam Orleton, évêque de Hereford. Le nouveau prélat ne bénéficie pas d'une bonne réputation selon les chroniqueurs : Thomas Walsingham lui reproche son avarice et son mépris, tandis que John de Schalby retient qu'il n'a, durant son épiscopat, obtenu qu'un droit de sanctuaire pour le palais épiscopal et les maisons des chanoines à Lincoln.

### Conflit avec Édouard II
Henry Burghersh ne reste pas longtemps en faveur auprès d'Édouard II. En effet, Bartholomew de Badlesmere rejoint en juin 1321 la révolte baronniale dirigée par le comte de Lancastre contre le roi et son favori Hugues le Despenser. Malgré l'exil temporaire de Despenser en août, le conflit reprend dès le mois d'octobre et le roi parvient à écraser ses adversaires le 16 mars 1322 lors de la bataille de Boroughbridge. Badlesmere s'enfuit du champ de bataille et tente, selon John Leland, de se cacher dans les domaines de son neveu mais est capturé par Donald II de Mar, un partisan d'Édouard II, et sommairement exécuté pour haute trahison à Canterbury le 14 avril. Les temporalités d'Henry Burghersh sont saisies en représailles par le roi, qui demande sans succès au pape de le démettre de son titre : en effet, dès le 8 décembre 1321, il écrit à Jean XXII pour lui dire qu'il a été trompé quant à la capacité et à l'aptitude d'Henry à son poste, et qu'il est désormais totalement convaincu qu'Henry ne peut demeurer évêque. Édouard II adresse également des lettres aux cardinaux présents à la cour pontificale pour leur demander de le soutenir.
Mais Jean XXII refuse d'accéder à la requête du roi d'Angleterre, affirmant qu'il ne dispose pas de preuves pour prononcer une décision aussi grave. Pendant ce temps, Édouard II a besoin de taxes pour financer sa guerre contre l'Écosse et Henry Burghersh, en représailles aux machinations royales pour le chasser de son évêché, use de son influence auprès des hauts prélats du royaume pour les persuader de refuser au roi les subventions qu'il réclame. À l'instigation de l'évêque, une convocation du clergé tenue à Lincoln le 14 janvier 1323 refuse catégoriquement de confirmer la demande de financement royale pourtant votée quelques semaines auparavant par le Parlement. Toutefois, les tensions entre le roi et le prélat prennent fin au printemps 1324 lorsqu'Édouard II organise le procès pour trahison d'Adam Orleton. Henry Burghersh, alarmé par la situation, offre sa fidélité au roi, qui lui restitue ses temporalités confisquées deux ans auparavant. Sa dispute avec le souverain n'est pourtant pas un cas isolé, Édouard se querellant aussi avec Jean de Stratford, évêque de Winchester, et John Droxford, évêque de Bath et Wells.

### Carrière pendant la minorité d'Édouard III
La réconciliation apparente entre Édouard II et Henry Burghersh n'empêche pas l'évêque de Lincoln de rejoindre la reine Isabelle de France et son allié Roger Mortimer lorsque ceux-ci conduisent la fronde des barons pour renverser le régime oppressif du roi le 24 septembre 1326. Burghersh est, avec Adam Orleton et William Airmyn, évêque de Norwich, l'un des tout premiers prélats à se joindre à l'insurrection, qui gagne peu à peu des soutiens. Le prélat négocie ainsi le ralliement de la plupart du clergé à la cause de la reine ou obtient au moins sa neutralité face au duel entre le roi et la reine. À la Noël 1326, Burghersh est présent au banquet tenu par la reine et ses soutiens à Wallingford pour commémorer leur victoire face à Édouard II, capturé et emprisonné au château de Kenilworth. Le 20 janvier 1327, Burghersh fait partie de la délégation ecclésiastique présidée par Orleton et envoyée par le Parlement à Kenilworth afin de sommer le roi d'abdiquer. La renonciation au trône d'Édouard II entraîne l'avènement de son fils Édouard III qui, à quatorze ans, est encore sous l'influence de sa mère Isabelle et de Roger Mortimer. 
Henry Burghersh sert pour sa part fidèlement le régime des régents et est nommé en récompense Lord grand trésorier le 13 mars 1327. Le 17 mars 1328, lui et William Airmyn sont envoyés signer avec les Écossais le traité d'Édimbourg-Northampton ainsi que préparer le mariage de Jeanne, la jeune sœur d'Édouard III, avec David Bruce, le fils et héritier du roi Robert Ier d'Écosse. Le 2 juillet 1328, Burghersh échange son poste de trésorier pour celui de chancelier. Il échoue néanmoins à obtenir le titre d'archevêque de Canterbury, vacant à la mort de Walter Reynolds, et doit s'incliner le 5 juin 1328 devant Simon Mepeham, malgré le soutien officiel des régents. Le 6 juin 1329, lorsqu'Édouard III est à Paris pour rendre l'hommage au roi Philippe VI de Valois, Henry Burghersh est chargé de l'accompagner au nom des régents et déjoue les perfidies du roi de France, qui cherche à obtenir des avantages en l'absence d'Isabelle et de Mortimer. Le 15 juin 1330 naît Édouard de Woodstock, le premier-né du roi, et l'évêque de Lincoln est désigné par Isabelle pour le baptiser.

### Carrière ultérieure sous Édouard III et mort
Le 19 octobre 1330, Henry Burghersh est arrêté au château de Nottingham au nom d'Édouard III par William Montagu, 3e baron Montagu, alors qu'il tente de s'enfuir en descendant par la chute des latrines. Au même moment, Isabelle et Roger Mortimer sont mis aux arrêts sur ordre du roi. L'évêque de Lincoln est emprisonné à la Tour de Londres et déchu de son poste de chancelier le 28 novembre en faveur de Jean de Stratford, un de ses ennemis personnels. Il ne partage pas cependant le sort de Mortimer, exécuté sur ordre du roi, ou d'Isabelle, qui est bannie de la cour. Burghersh est rapidement libéré et regagne de l'influence dans les affaires de l'Angleterre. Il est à nouveau trésorier du 1er août 1334 au 24 mars 1337 et est missionné à plusieurs reprises par Édouard III au cours d'ambassades. Ainsi, en janvier 1336, Burghersh est chargé de négocier une trêve avec l'Écosse. Les tensions ne cessant de croître entre Édouard III et Philippe VI de Valois, l'évêque de Lincoln est chargé à l'été 1337 avec Wauthier de Masny d'assurer l'exportation de la laine anglaise vers la Flandre, que Philippe a fait interdire l'année précédente. 
À la suite de la confiscation de l'Aquitaine anglaise par Philippe VI le 24 mai 1337, Édouard III revendique le 7 octobre suivant la couronne de France et envoie Henry Burghersh le 1er novembre à Paris pour que ce dernier présente des lettres de défi à son rival. Le prélat est chargé de plusieurs missions par Édouard au cours des premières années de la guerre de Cent Ans. Au début de l'année 1340, il est prié par le roi d'Angleterre de lui envoyer des vaisseaux ainsi que des équipements supplémentaires et est autorisé à cet effet à en réquisitionner dans le Sud du royaume. Grâce à l'aide logistique de Burghersh, Édouard III écrase le 24 juin suivant la flotte française lors de la bataille de L'Écluse. Décrit par le chroniqueur Adam Murimuth comme le « conseiller principal du roi aux affaires étrangères », l'évêque de Lincoln rejoint alors son souverain sur le continent, où la poursuite de la guerre va désormais avoir lieu. Toutefois, Henry Burghersh meurt prématurément à Gand dès le 4 décembre 1340 et son corps est rapatrié en Angleterre pour être enterré à Lincoln.

## Dans la fiction
Henry Burghersh est un personnage de la suite romanesque Les Rois maudits de Maurice Druon, où il apparaît brièvement dans le sixième tome, Le Lis et le Lion. Il est interprété par Pierre Londiche dans l'adaptation télévisée de 1972.